# Atys (Sohn des Alba)
Atys ist in der römischen Mythologie ein Nachkomme von Aeneas und sechster König von Alba Longa.
Sein Vorgänger war sein Vater Alba Silvius.
Über seinen Namen gibt es unterschiedliche Angaben. In der Königsliste des Livius erscheint Atys, bei Ovid ist der Nachfolger des Alba Silvius Epitus, bei Diodor Epitus Silva und bei Dionysios von Halikarnassos heißt er Kapetos. Bei letzterem handelt es sich vermutlich um einen Abschreibfehler, da der Name des achten Königs ebenfalls Capetus lautet (Kalpetos bei Dionysios von Halikarnassos).
Er regierte gemäß der legendären Überlieferung 26 Jahre lang. Legt man die von Dionysios von Halikarnassos angegebenen Regierungszeiten mit einer Rückrechnung vom traditionellen Jahr der Gründung Roms zugrunde, so entspricht das den Jahren 991 bis 965 v. Chr.
Sein Nachfolger war Capys.